# Pedro Morales
Pedro Morales, född den 25 maj 1985 i Hualpén, är en chilensk professionell fotbollsspelare som spelar för Vancouver Whitecaps i Major League Soccer (MLS).

## Klubbkarriär
Redan som 19-åring debuterade Morales för Huachipatos A-lag. 101 matcher, 17 mål och ett lyckat U20-VM senare väckte han stort intresse hos de chilenska elitklubbarna och till slut var det Universidad de Chile som vann dragkampen om spelaren.
Morales visade snabbt sin potiential som fotbollsspelare och redan under debutsäsongen kom han tvåa i Clausuras skytteliga (med 13 gjorda mål). Den efterföljande Aperturan blev inte alls lika målrik men kroatiska Dinamo Zagreb nappade och den 11 juni blev det officiellt känt att Morales hade skrivit under ett femårskontrakt med klubben. Under sin tid där blev han utlånad till sin gamla klubb Universidad de Chile och även till Málaga i Spanien. Därefter gjorde han en säsong till för Málaga innan han flyttade till Vancouver Whitecaps i MLS.

## Landslagskarriär
Redan i januari 2008 fick Morales chansen att visa upp sig inför ögonen på Marcelo Bielsa då det chilenska landslaget åkte över till Japan för att spela ett par vänskapsmatcher. Morales klarade uppgiften och imponerade på Bielsa och bara en månad senare blev han uppkallad att delta i Youth Festival i Toulon. Normalt sett är turneringen avsedd för U20-landslag men eftersom OS i Peking väntade runt hörnet hade arrangörerna beslutat att göra om årets upplaga till en U23-turnering. Det här var Chiles första framträdande i turneringen, men man imponerade stort och tog sig obesegrade fram till finalen. Chile kom tvåa (Italien vann finalen med 1-0) och Morales utsågs till turneringens näst bästa spelare (bara Juventus Sebastian Giovinco kom före).
Morales imponerande insats i Toulon vann honom en plats i Chiles A-landslag inför de kommande VM-kvalmatcherna. Först fick han chansen mot Bolivia och sedan fick han nytt förtroende mot Venezuela ett par dagar senare.

### Webbkällor
- Pedro Morales på National-Football-Teams.com